# Ader Doutchi
Der Ader Doutchi (auch: Adar Doutchi, Adar Dutsi, Ader Douchi, Ader Duchi) ist eine Hochebene in Niger.
Der Name Ader Doutchi bezeichnet das Bergland der Landschaft Ader in der Region Tahoua. In der Sprache Hausa steht Doutchi für „Stein“ oder „Fels“. Der Name wurde von der französischen Kolonialverwaltung eingeführt.
Die sich über etwa 3500 km² erstreckende Hochebene wird im Norden vom Tadiss genannten Oberlauf des Dallol Maouri, einem Zubringer des Stroms Niger, und im Süden vom Tal der Maggia begrenzt. Sie ist Teil der agrarökologischen Zone Ader Doutchi Maggia. Der Ader Doutchi erreicht Höhen von etwa 400 m im Süden bis etwa 700 m im Norden. Die höchste Erhebung ist der 746 m hohe Hügel Touléy im Nordosten. Im äußersten Nordwesten der Hochebene liegt das Stadtzentrum der Regionalhauptstadt Tahoua. Der Ader Doutchi erstreckt sich darüber hinaus über weite Teile der Gemeinden Allakaye, Badaguichiri, Garhanga, Ibohamane, Illéla, Kalfou, Keita und Tamaské. Weitere größere Dörfer außer den Hauptorten der genannten Gemeinden sind Birni Ader im Zentrum, Bagueye und Sakolé im Norden, Laba, Tabofat und Tchimbaba Tané im Osten, Angoual Dénia, Dindi und Kaoura Abdou im Süden sowie Toudouni im Westen.
In geologischer Hinsicht sind für den Ader Doutchi Sedimentformationen aus der Oberkreide, dem Eozän und dem Pliozän typisch. Die Sandstein-Hochebene wird von tiefen Tälern durchschnitten. Die für die Sahelzone vergleichsweise fruchtbaren Täler werden überwiegend von Hausa-Ackerbauern bewohnt. Die beiden Haupttäler sind das Tal von Keita und das Tal von Badaguichiri, die beide im Westen in den Dallol Maouri münden. Stauseen befinden sich bei der Ibohamane-Talsperre, der Keita-Talsperre und der Tegueleguel-Talsperre.